# 電腦節
電腦節可以指

- 香港電腦節 （香港電腦商會主辦）
- 香港電腦通訊節（香港電腦商會主辦）
- 腦場電腦節 （香港電腦業協會主辦）

2004年，首屆香港電腦節舉辦後，媒體創立電腦節縮寫。往後報道和政府文件均以電腦節代表以上兩活動。2004年，行政長官的施政報告，欄目31項「本土經濟」以電腦節代表香港電腦節。2009年後，部份媒體使用電腦節代表電腦商場舉辦的商場活動，例如：深水埗．灣仔腦場夏日電腦節，深水埗．灣仔腦場冬日電腦節等等
香港電腦商會入稟香港高等法院，禁制其他公司使用「電腦節」名稱，舉行展銷會。2013年12月敗訴